# 도쿄권운송관리시스템

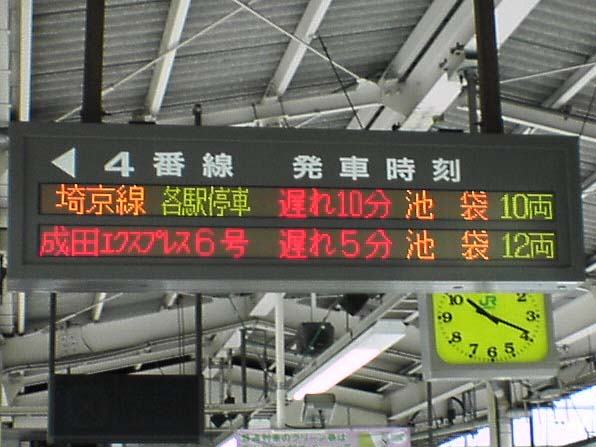
신주쿠역에 설치된 도쿄권운송관리시스템 전광판

도쿄권운송관리시스템(일본어: 東京圏輸送管理システム, 영어: Autonomous decentralized Transport Operation control System, ATOS)이란 동일본 여객철도(JR 동일본)가 수도권 각 노선에 도입하고 있는 열차 운행에 관한 정보 관리 및 기기의 제어를 하는 컴퓨터 시스템이다. 자율 분산형 열차 운행 관리 시스템이라고도 불린다.
열차의 운행 관리와 여객 안내를 종합적으로 관리하는 열차운행관리시스템(PTC)의 일종으로 현재 일본에서 운용되고 있는 것 중에서 가장 규모가 크다. 히타치 제작소와의 공동 개발에 의해 1996년에 주오 본선의 도쿄역-고후 역간에 처음으로 도입되어 2020년 2월 시점에서 일본 수도권의 24개 선구에 도입이 완료되었다.